# Puig de Son Ric
El Puig de Son Ric és una muntanya de 322 metres que es troba al municipi de Begur, a la comarca catalana del Baix Empordà.
Al cim podem trobar-hi un vèrtex geodèsic (referència 314099001).